# İ와 ı

점 있는 I와 점 없는 I의 대소문자 대응.

일부 언어의 로마자에는 점(tittle)이 있는 I(İ i)와 점이 없는 I(I ı)가 따로 있다. 이는 튀르키예어의 로마자에서 시작되었고 그 외의 몇몇 언어에서도 쓰인다.
튀르키예어의 경우 두 글자의 음운은 다음과 같다.
- I ı는 후설 비원순 고모음(/ɯ/)을 표기할 때 쓴다. 소문자와 대문자 양쪽에 모두 점이 없다.
- İ i는 전설 비원순 고모음(/i/)을 표기할 때 쓴다. 소문자와 대문자 양쪽에 모두 점이 있다.

그러나 이렇게 두 종류의 I를 사용하는 언어에서도 J는 대문자에는 점이 없는 게 원칙이고, 소문자에는 점이 있는 게 원칙이다.

## 합자
로마자용 글꼴들 중에 소문자 f와 i가 인접하면 오른쪽 그림처럼 합자로 렌더링되게 하는 경우가 많다(ffi도 비슷함). 그러나 이런 글꼴은 튀르키예어처럼 두 종류의 I를 쓰는 언어에 부적합하기 때문에, 글꼴을 고를 때 주의해야 한다.

## 전산 처리
대부분의 언어에서 I의 소문자는 i이다. 그렇기 때문에 전산에서 언어를 따로 지정하지 않거나 소프트웨어가 지원하지 않을 경우 원하지 않게 I의 소문자를 i로 처리할 수도 있다.
| 미리 보기      | I                      | I                      | i                    | i                    | İ                                     | İ                                     | ı                            | ı                            |
| -------------- | ---------------------- | ---------------------- | -------------------- | -------------------- | ------------------------------------- | ------------------------------------- | ---------------------------- | ---------------------------- |
| 유니코드 이름  | LATIN CAPITAL LETTER I | LATIN CAPITAL LETTER I | LATIN SMALL LETTER I | LATIN SMALL LETTER I | LATIN CAPITAL LETTER I WITH DOT ABOVE | LATIN CAPITAL LETTER I WITH DOT ABOVE | LATIN SMALL LETTER DOTLESS I | LATIN SMALL LETTER DOTLESS I |
| 인코딩         | 10진                   | 16진                   | 10진                 | 16진                 | 10진                                  | 16진                                  | 10진                         | 16진                         |
| 유니코드       | 73                     | U+0049                 | 105                  | U+0069               | 304                                   | U+0130                                | 305                          | U+0131                       |
| UTF-8          | 73                     | 49                     | 105                  | 69                   | 196 176                               | C4 B0                                 | 196 177                      | C4 B1                        |
| 수치 문자 참조 | &#73;                  | &#x49;                 | &#105;               | &#x69;               | &#304;                                | &#x130;                               | &#305;                       | &#x131;                      |
| ISO 8859-9     | 73                     | 49                     | 105                  | 69                   | 221                                   | DD                                    | 253                          | FD                           |
| ISO 8859-3     | 73                     | 49                     | 105                  | 69                   | 169                                   | A9                                    | 185                          | B9                           |

## 언어별 특징
점이 있는 I와 점 없는 I가 있는 언어들은 대개 튀르키예어 등 투르크어족에 속하는 언어이다. 튀르키예어를 제외한 다른 언어의 사례는 다음과 같다.
- 아제르바이잔어: 1991년에 아제르바이잔이 자국어의 표기 문자를 키릴 문자에서 로마자로 변경하면서 터키어의 사례를 본따서 도입하였다.
- 카자흐어: 카자흐스탄에서는 키릴 문자를 쓰지만, 라틴 문자 표기법도 있다. 대개 터키어와 마찬가지로 점이 있는 I와 점이 없는 I를 도입하여 쓰고 있다.[2]
- 타타르어: 러시아에서는 공식적으로 키릴 문자를 쓰지만, 여러 종류의 로마자 표기법도 존재하는데, 일부 표기법은 터키어와 동일하게 점이 있는 I와 점이 없는 I를 구분해서 쓴다.
- 크림 타타르어: 로마자와 키릴 문자로 표기된다. 로마자 표기법에서는 터키어와 동일하게 점이 있는 I와 점이 없는 I를 구분해서 쓴다.

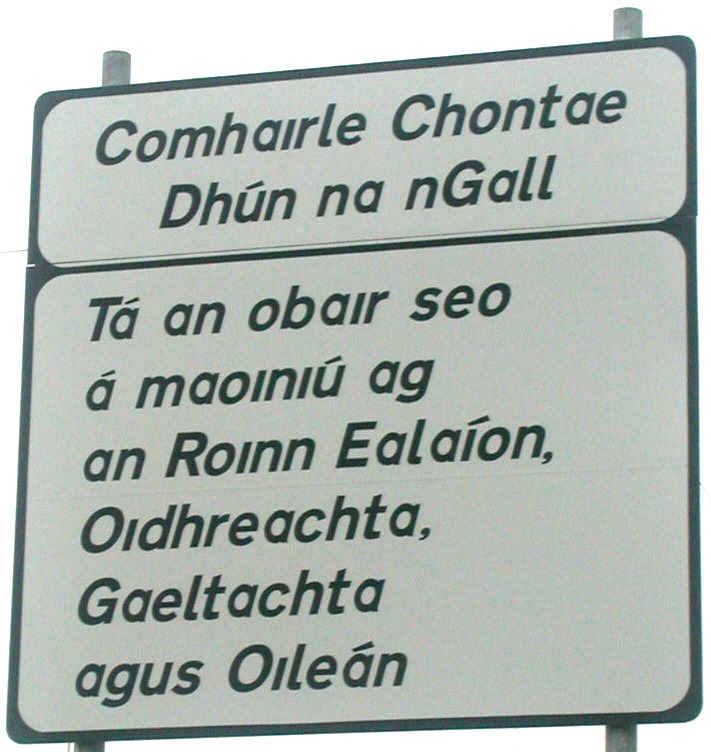
점 없는 ‘i’가 사용된 아일랜드어 표지판.

튀르키예어의 점이 있는 I와 점이 없는 I와 무관한 사례도 있다.
- 아일랜드어의 전통적인 표기법(전통 인쇄체도 포함)에서는 소문자 I의 점을 생략하는 경우가 많았다. 20세기 중반 이전까지는 연음화된 자음을 표기할 때 자음 위에 점을 찍었다(현재는 자음 뒤에 h를 첨가하는 철자법으로 바뀜). 점을 생략한 소문자 i는 이 경우와 확실하게 구분하기 위한 것이었다. j는 원래 아일랜드어에서 쓰이지 않았다.
- 그 밖에 언어에서도 간혹 소문자 i의 점을 생략한 글꼴이 사용되기도 한다.

### 발음 구별 기호와 결합할 경우
튀르키예어처럼 점이 있는 I와 점이 없는 I의 구분이 없는 언어에서, 소문자 i와 j 위에 발음 구별 기호와 결합할 경우 대개 점을 지운다. 예를 들어 i에 ´가 오면 í가 되는 식이다.
그러나 언어에 따라서는 i나 j의 점을 지우지 않고 그 위에 기호를 덧붙이는 경우도 있다. 베트남어 나 발트어파 가 종종 그렇게 표기한다.